# Луколи
Луколи (итал. Lucoli) је насеље у Италији у округу Л'Аквила, региону Абруцо.
Према процени из 2011. у насељу је живело 944 становника. Насеље се налази на надморској висини од 954 м.

## Становништво
Према резултатима пописа становништва 2011. у општини је живело 1.019 становника.
| 1931. | 1936. | 1951. | 1961. | 1971. | 1981. | 1991. | 2001. | 2011. |
| ----- | ----- | ----- | ----- | ----- | ----- | ----- | ----- | ----- |
| 4.248 | 3.562 | 3.181 | 2.422 | 1.672 | 1.278 | 1.046 | 944   | 1.019 |